# 庄内町

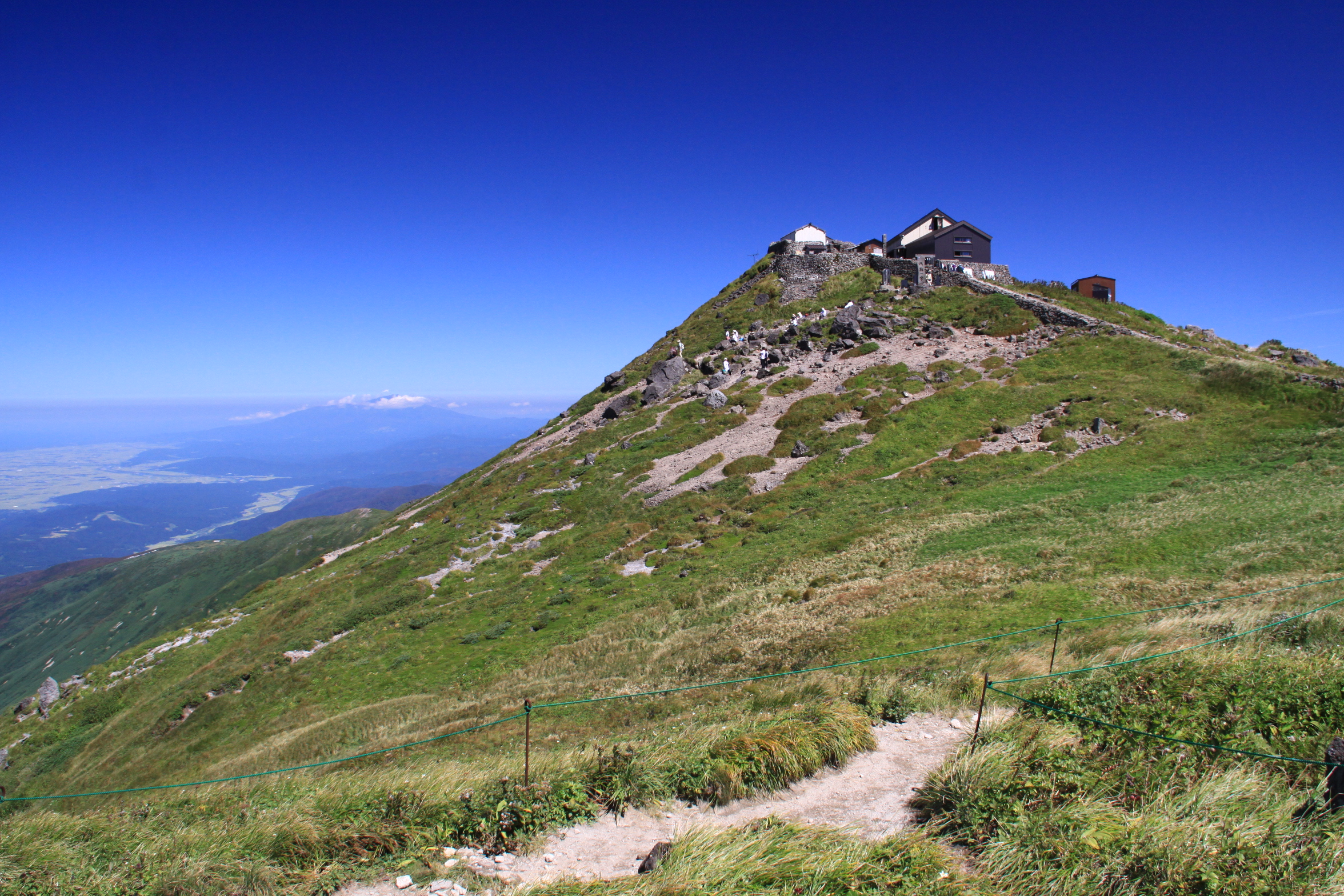
月山と月山神社

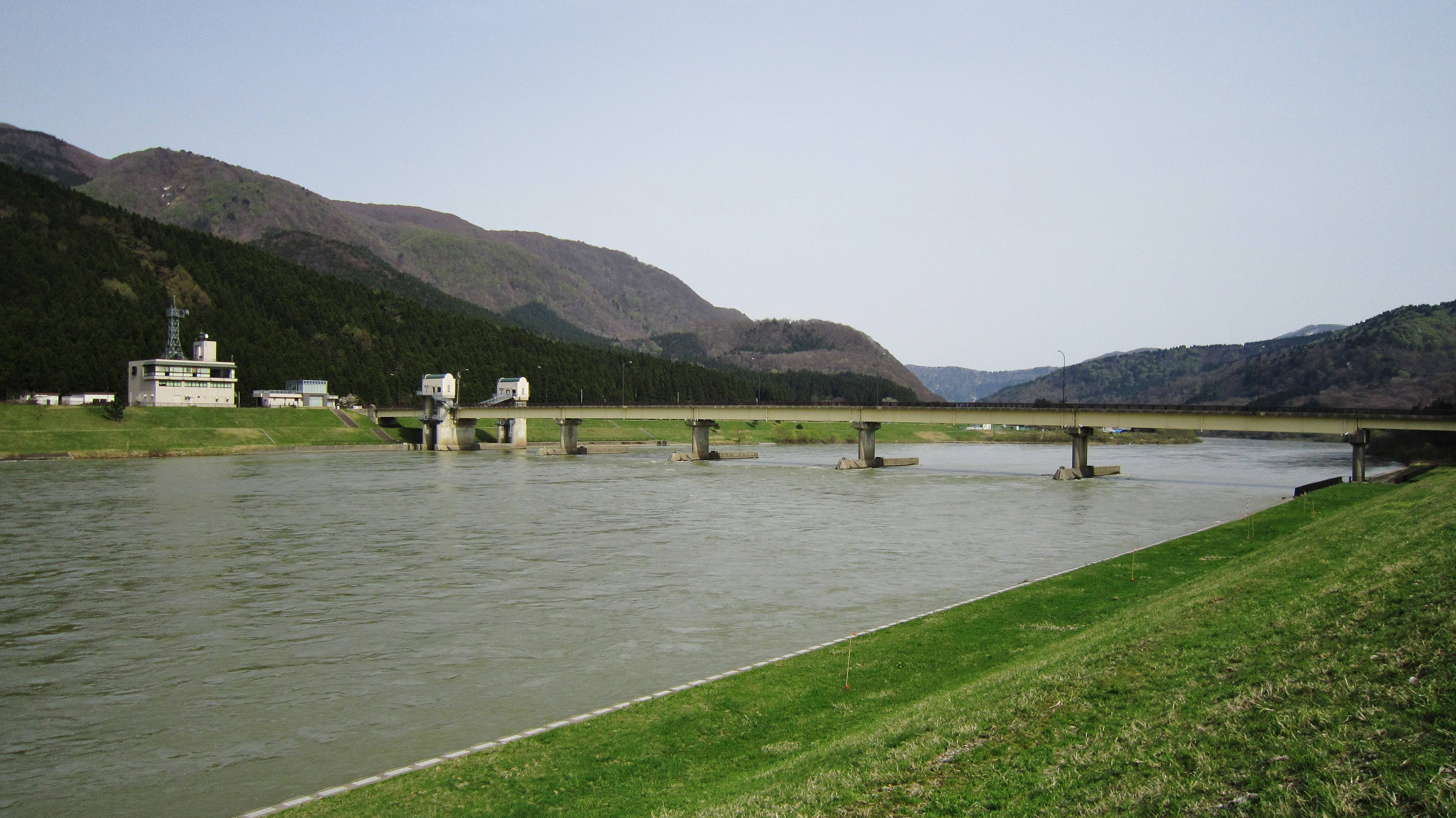
最上川さみだれ大堰

庄内町（しょうないまち）は、山形県東田川郡の町。庄内地方中央に位置し、酒田都市圏の一部である。県内の町村では高畠町に次いで人口が多い。

## 地理
庄内町は庄内平野の中央部から月山のふもとまで、最上川と立谷沢川の流域に広がる、長細い形の町である。余目地区は庄内平野の一角を占め、平坦地にある。国道47号線と県道沿いに住宅や商店、公共施設が集中する庄内町の中心地であり、そこを中心に放射状に周辺の集落や市町村に道路が伸びる。現在は有数の稲作地帯となっているが、土地の標高が最上川の水位より高いため最上川から取水できず、江戸時代までは広大な原野地帯だった。1601年に最上家家臣で狩川城主となった北楯大学助利長は最上川支流の立谷沢川を水源とする利水計画を立て、1612年から3年の歳月をかけ北楯大堰（この地方では「堰」は公が作り民が管理する水路、「溝」は民が作り民が管理する水路を指す）を完成させた。庄内町南部の利水は明治期の赤川利水事業によった。
狩川地区は狩川駅を中心に住宅や施設が集まっている。清川地区は立谷沢川と最上川の合流する所に位置し、江戸時代最上川舟運の中継地として栄えた。立谷沢地区は立谷沢川沿いに集落が点在する。明治時代後期から昭和初期に広く栽培されたイネ品種「亀ノ尾」の発祥地である。
- 河川: 最上川、立谷沢川、京田川
- 湖沼:鶴巻池（つるまきいけ）、小出沼（こいでぬま）、舟付沼（ふなつきぬま）

### 気候
| 狩川（1991年 - 2020年）の気候      | 狩川（1991年 - 2020年）の気候 | 狩川（1991年 - 2020年）の気候 | 狩川（1991年 - 2020年）の気候 | 狩川（1991年 - 2020年）の気候 | 狩川（1991年 - 2020年）の気候 | 狩川（1991年 - 2020年）の気候 | 狩川（1991年 - 2020年）の気候 | 狩川（1991年 - 2020年）の気候 | 狩川（1991年 - 2020年）の気候 | 狩川（1991年 - 2020年）の気候 | 狩川（1991年 - 2020年）の気候 | 狩川（1991年 - 2020年）の気候 | 狩川（1991年 - 2020年）の気候 |
| 月                                 | 1月                           | 2月                           | 3月                           | 4月                           | 5月                           | 6月                           | 7月                           | 8月                           | 9月                           | 10月                          | 11月                          | 12月                          | 年                            |
| ---------------------------------- | ----------------------------- | ----------------------------- | ----------------------------- | ----------------------------- | ----------------------------- | ----------------------------- | ----------------------------- | ----------------------------- | ----------------------------- | ----------------------------- | ----------------------------- | ----------------------------- | ----------------------------- |
| 最高気温記録 °C （°F）             | 13.6 (56.5)                   | 17.8 (64)                     | 22.8 (73)                     | 30.1 (86.2)                   | 32.2 (90)                     | 32.1 (89.8)                   | 36.6 (97.9)                   | 37.6 (99.7)                   | 34.7 (94.5)                   | 29.9 (85.8)                   | 24.0 (75.2)                   | 18.0 (64.4)                   | 37.6 (99.7)                   |
| 平均最高気温 °C （°F）             | 3.0 (37.4)                    | 3.6 (38.5)                    | 7.8 (46)                      | 14.6 (58.3)                   | 20.2 (68.4)                   | 24.0 (75.2)                   | 27.2 (81)                     | 29.0 (84.2)                   | 25.2 (77.4)                   | 19.1 (66.4)                   | 12.4 (54.3)                   | 6.0 (42.8)                    | 16.0 (60.8)                   |
| 日平均気温 °C （°F）               | 0.6 (33.1)                    | 0.8 (33.4)                    | 3.8 (38.8)                    | 9.4 (48.9)                    | 15.2 (59.4)                   | 19.6 (67.3)                   | 23.1 (73.6)                   | 24.5 (76.1)                   | 20.5 (68.9)                   | 14.5 (58.1)                   | 8.4 (47.1)                    | 3.1 (37.6)                    | 12.0 (53.6)                   |
| 平均最低気温 °C （°F）             | −1.8 (28.8)                   | −2.0 (28.4)                   | 0.2 (32.4)                    | 4.5 (40.1)                    | 10.7 (51.3)                   | 15.8 (60.4)                   | 19.9 (67.8)                   | 21.0 (69.8)                   | 16.8 (62.2)                   | 10.6 (51.1)                   | 4.9 (40.8)                    | 0.6 (33.1)                    | 8.4 (47.1)                    |
| 最低気温記録 °C （°F）             | −11.8 (10.8)                  | −13.0 (8.6)                   | −9.0 (15.8)                   | −6.6 (20.1)                   | 1.9 (35.4)                    | 7.0 (44.6)                    | 11.5 (52.7)                   | 13.5 (56.3)                   | 6.2 (43.2)                    | 1.2 (34.2)                    | −4.0 (24.8)                   | −10.7 (12.7)                  | −13.0 (8.6)                   |
| 降水量 mm （inch）                 | 190.9 (7.516)                 | 125.2 (4.929)                 | 119.6 (4.709)                 | 103.1 (4.059)                 | 121.7 (4.791)                 | 125.2 (4.929)                 | 227.2 (8.945)                 | 218.7 (8.61)                  | 170.3 (6.705)                 | 202.0 (7.953)                 | 237.1 (9.335)                 | 228.6 (9)                     | 2,074.1 (81.657)              |
| 降雪量 cm （inch）                 | 209 (82.3)                    | 165 (65)                      | 69 (27.2)                     | 4 (1.6)                       | 0 (0)                         | 0 (0)                         | 0 (0)                         | 0 (0)                         | 0 (0)                         | 0 (0)                         | 5 (2)                         | 84 (33.1)                     | 518 (203.9)                   |
| 平均降水日数 （≥1.0 mm）           | 24.4                          | 20.0                          | 17.8                          | 13.5                          | 12.0                          | 11.0                          | 13.5                          | 12.3                          | 13.9                          | 15.7                          | 19.7                          | 23.7                          | 197.6                         |
| 平均月間日照時間                   | 25.9                          | 47.3                          | 99.1                          | 155.5                         | 185.8                         | 169.4                         | 143.3                         | 183.3                         | 142.1                         | 118.6                         | 79.6                          | 34.8                          | 1,384.7                       |
| 出典1：Japan Meteorological Agency |                               |                               |                               |                               |                               |                               |                               |                               |                               |                               |                               |                               |                               |
| 出典2：気象庁                      |                               |                               |                               |                               |                               |                               |                               |                               |                               |                               |                               |                               |                               |

### 地域区分

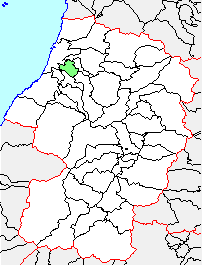
旧余目町の位置

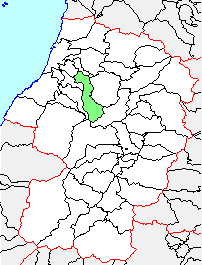
旧立川町の位置

庄内町は庄内地方南部の鶴岡市を中心とした田川地区に属するが、北部の酒田市を中心とした飽海地区とも経済的な結びつきが強い。町がどちらの地域に属するかは見方が分かれるところである。余目町と立川町は当初、酒田市側と鶴岡市側の両方の任意協議会には参加したが、どちらの法定協議会にも参加しなかった。2002年（平成14年）12月26日に2町で任意協議会を設置し、2003年（平成15年）4月1日に庄内中央合併協議会（法定協議会）を設置した。2町間で合併の協議を進め、2005年（平成17年）7月1日に庄内町が発足した。

## 歴史
- 1914年（大正3年）6月14日 - 酒田線の古口～清川間の開通に伴い、清川駅を新設。庄内地方で初めての駅開業となる。同年9月20日に余目駅まで延伸する。
- 2005年（平成17年）
  - 7月1日 - 東田川郡余目町と立川町の新設合併により、庄内町が発足。
  - 12月25日 - いなほ14号脱線転覆事故が発生。

## 行政
- 町長選挙は2021年（令和3年）7月18日に行われ、元町議の富樫透が現職の原田真樹を破り当選。

### 町役場

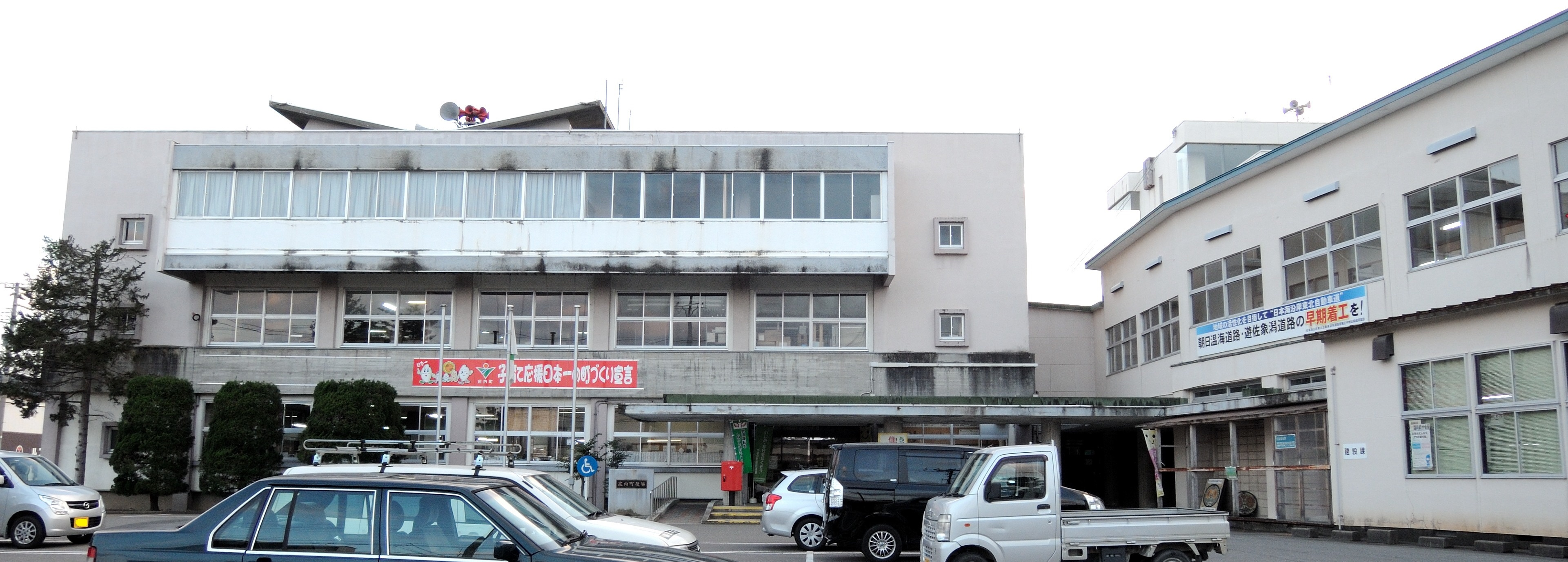
旧役場建物（旧余目町役場）

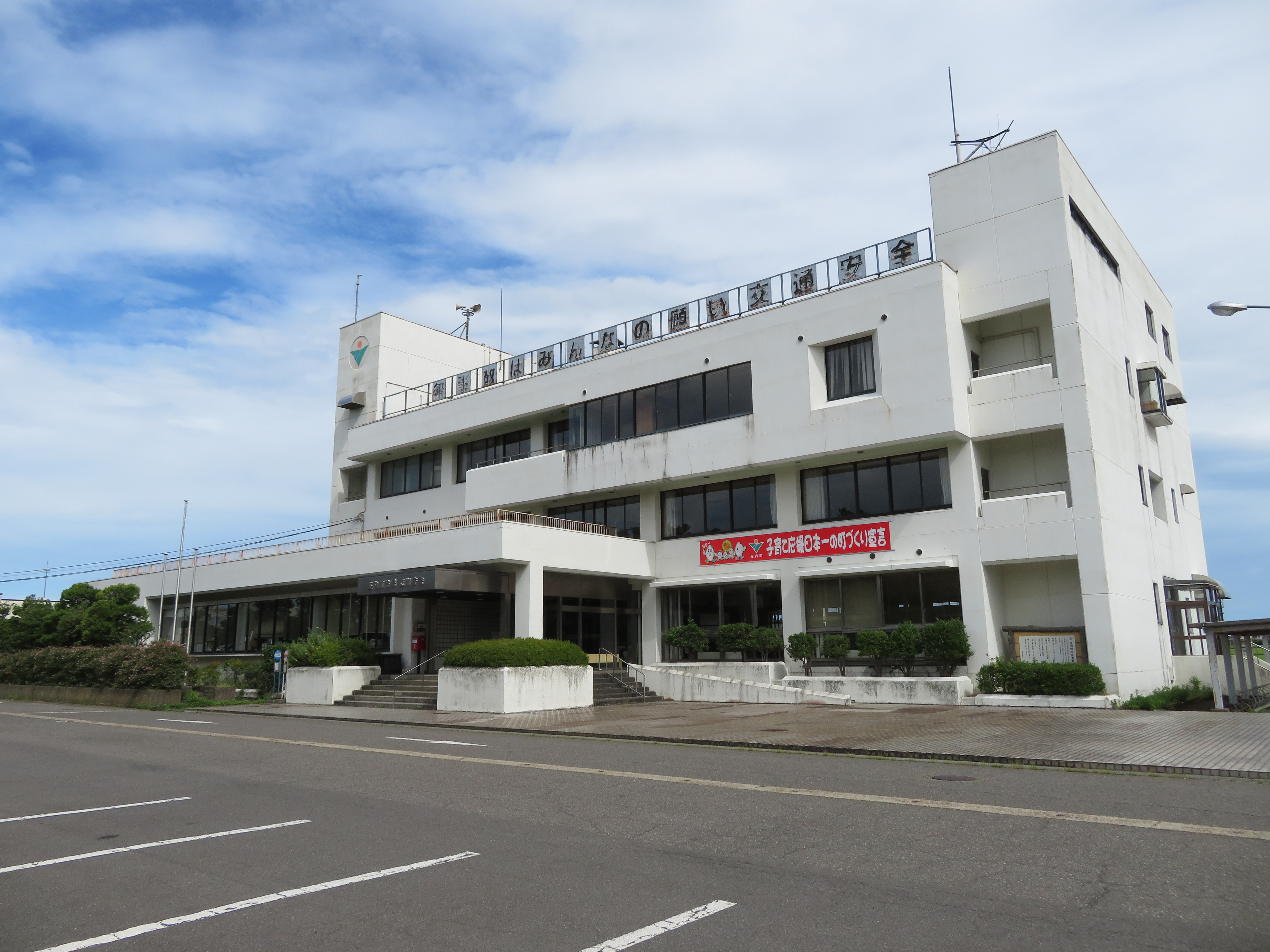
立川総合支所（旧立川町役場）

2019年4月から本庁舎を「役場」、立川庁舎を「立川総合支所」と表記している。
- 庄内町役場（庄内町余目字町132-1）
  - 2020年（令和2年）3月に町役場新庁舎が完成し、同年5月18日から運用している[3]。
- 立川総合支所（庄内町狩川字大釜22）

## 議会

### 町議会
→詳細は「庄内町議会」を参照
- 2021年、シリア出身のスルタン・ヌールが町議員に当選、庄内町初の外国出身議員となった[4]。

## 警察
- 庄内警察署（旧余目警察署）

## 経済

### 郵便局
- 余目郵便局
- 狩川郵便局
- 清川郵便局
- 十六合郵便局
- 廻館郵便局
- 立谷沢郵便局
- 余目茶屋町郵便局
- 宮曽根郵便局
- 常万郵便局

### 金融機関
- 荘内銀行
  - 余目支店（指定金融機関）

庄内町では、指定金融機関の庄内たがわ農業協同組合（新余目支所）が2008年3月をもって派出を引き上げた。このときに町は、指定金融機関は変更せず、新たに荘内銀行を指定代理金融機関にして、荘銀が派出を引き継いだ。この状況が続いた後、2019年に荘銀が手数料見直しと指定金融機関への移行を申し出て、協議の結果、2021年7月からは荘銀が指定金融機関になった[5]。
- 山形銀行
  - 余目支店
  - 狩川支店（余目支店内）
- 鶴岡信用金庫余目支店
- 余目町農業協同組合本所
- 庄内たがわ農業協同組合北部支所

## 姉妹都市・提携都市
日本国内
- 南三陸町（宮城県）[6][7]
  - 1999年（平成11年）10月13日 旧歌津町と旧立川町が友好町提携
  - 2006年（平成18年）5月17日 友好町盟約・災害時における相互援助協定締結

1993年（平成5年）、歌津町の小学生が立川町を訪問して砂金採り体験を行ったことから交流がはじまり、1999年（平成11年）友好町盟約を締結。その後、市町村合併により2005年（平成17年）に立川町が庄内町に、歌津町が南三陸町になっており、2006年（平成18年）に庄内町と南三陸町との間で改めて友好町盟約を締結。同時に災害時における相互援助協定が結ばれている。
日本国外
- コルサコフ市（ロシア・サハリン州）[8]
  - 1992年7月23日 旧余目町と友好都市提携

「環日本海時代」への対応として、庄内中央青年会議所の仲介により、市民レベルで各種の国際交流を行うことを相互確認。1992年に「余目町とコルサコフ市との友好交流に関する覚書」に調印。

## 地域

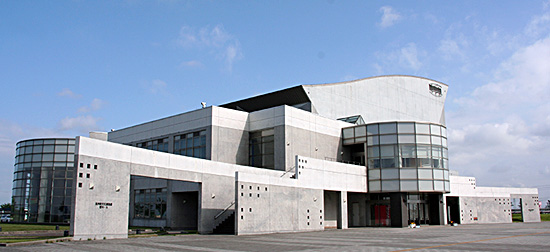
庄内町文化創造館「響ホール」（2007年6月撮影）

### 人口
庄内町は、県内の町村で高畠町に次いで２番目に多く、県内の尾花沢市より多い。
| |                                        |  |
| 庄内町と全国の年齢別人口分布（2005年） | 庄内町の年齢・男女別人口分布（2005年） |  |
| ■紫色 ― 庄内町 ■緑色 ― 日本全国 | ■青色 ― 男性 ■赤色 ― 女性              |  |
| 庄内町（に相当する地域）の人口の推移 \| 1970年（昭和45年） \| 28,925人 \| \| \| 1975年（昭和50年） \| 27,775人 \| \| \| 1980年（昭和55年） \| 27,798人 \| \| \| 1985年（昭和60年） \| 27,458人 \| \| \| 1990年（平成2年） \| 26,705人 \| \| \| 1995年（平成7年） \| 26,251人 \| \| \| 2000年（平成12年） \| 25,489人 \| \| \| 2005年（平成17年） \| 24,677人 \| \| \| 2010年（平成22年） \| 23,158人 \| \| \| 2015年（平成27年） \| 21,666人 \| \| \| 2020年（令和2年） \| 20,151人 \| \| |                                        |  |
| 総務省統計局 国勢調査より |                                        |  |
| 1970年（昭和45年） | 28,925人                               |  |
| 1975年（昭和50年） | 27,775人                               |  |
| 1980年（昭和55年） | 27,798人                               |  |
| 1985年（昭和60年） | 27,458人                               |  |
| 1990年（平成2年） | 26,705人                               |  |
| 1995年（平成7年） | 26,251人                               |  |
| 2000年（平成12年） | 25,489人                               |  |
| 2005年（平成17年） | 24,677人                               |  |
| 2010年（平成22年） | 23,158人                               |  |
| 2015年（平成27年） | 21,666人                               |  |
| 2020年（令和2年） | 20,151人                               |  |

### 教育
小学校
- 庄内町立余目第一小学校
- 庄内町立余目第二小学校
- 庄内町立余目第三小学校
- 庄内町立余目第四小学校
- 庄内町立立川小学校

中学校
- 庄内町立余目中学校
- 庄内町立立川中学校

高等学校
- 山形県立庄内総合高等学校

### 公共施設
- 庄内町文化創造館

## 交通

### 鉄道路線
東日本旅客鉄道（JR東日本）
- 羽越本線：西袋駅 - 余目駅 - 北余目駅
- 陸羽西線：清川駅 - 狩川駅 - 南野駅 - 余目駅

### 路線バス
- 庄内交通
- 庄内町営バス

### 道路
- 一般国道
  - 国道47号
  - 国道345号
- 主要地方道
  - 山形県道33号庄内空港立川線
  - 山形県道43号余目加茂線
  - 山形県道44号余目温海線
  - 山形県道45号立川羽黒山線
  - 山形県道46号羽黒立川線
- 一般県道
  - 山形県道117号余目松山線
  - 山形県道341号東沼長沼余目線
  - 山形県道342号西袋廻館線
  - 山形県道346号中川代川尻余目線
  - 山形県道357号浜中余目線
  - 山形県道358号廻館松山線
  - 山形県道359号家根合新堀線
  - 山形県道360号砂越余目線

## 観光ほか
- 払田の地蔵の松（山形県指定天然記念物）
- 三ヶ沢の乳イチョウ（山形県指定天然記念物）
- やや祭り（1月15日に最も近い日曜日）
- しょうない氣龍祭（前身夏宵まつり）
- ウィンドーム立川（この地域一帯に吹くだしを利用した風力発電施設、風車）
- 月山
- 最上川さみだれ大堰
- 北楯大堰
- 清河八郎記念館
- 内藤秀因水彩画記念館
- 庄内ゴルフ倶楽部
- カートソレイユ最上川

温泉
- 月の沢温泉北月山荘

遊歩道
- 羽黒古道
- 板敷街道
- 北月山-月山7合目ルート

## 出身有名人
- 石川直也 - プロ野球選手、北海道日本ハムファイターズ（2015～）
- 泉山三六 - 政治家、衆議院議員、第57代大蔵大臣
- 清河八郎 - 幕末の志士、浪士組を結成
- 國井英夫 - 庄交コーポレーション社長
- 齋藤磯雄 - 仏文学者、明治大学教授 （清河八郎の大甥）
- 斎藤清 - 卓球選手
- 齋藤勁吾 - 漫画家
- 佐藤幸徳-大日本帝国陸軍軍人
- 佐藤輝 - 俳優
- 佐藤涼子 - 歌手、ボイストレーナー
- 天音里望 - 演歌歌手
- 内藤智秀 - 西洋史学者、文学博士、庄内町名誉町民
- 内藤秀因 - 画家、庄内町名誉町民
- 卍凱 - 僧、総穏寺第24世住職
- 吉泉秀男 - 政治家、衆議院議員
- 渡部有 - 旧余目町出身、テレビユー山形アナウンサー、元2009読売巨人軍チームヴィーナスメンバー